# Wolfgang Lamprecht (Publizist)
Wolfgang Lamprecht (* 30. April 1964 in Linz, Oberösterreich) ist österreichischer Kulturpromotor, Content Curator, Science Citizen und Autor. Lamprecht lebt in Wien.

## Werdegang
Lamprecht besuchte das Akademische Gymnasium Linz und begann nach Absolvierung der Pflichtschulzeit im Theaterrestaurant Casino (heute: Promenadenhof) eine Ausbildung als Koch. Nach Beendigung der Lehrzeit holte er die Matura am Bundesgymnasium für Berufstätige Linz nach. Während dieser Zeit arbeitete er für die Diözese Linz als Administrator im Bischöflichen Ordinariat Linz unter Maximilian Aichern OSB und als Jugendleiter im Katholischen Studentenzentrum STUWE; zu Lamprechts früher Sozialisation im Umfeld der römisch-katholischen Kirche zählten auch das Engagement als Pfarrgemeinderat der Pfarre St. Matthias und als Jugendbeauftragter des Dekanats. Im Verlauf des von ihm kritisierten Pontifikats von Johannes Paul II. trat Lamprecht 1986 aber aus der Kirche aus.
Er studierte daraufhin Publizistik- und Kommunikationswissenschaft, Theaterwissenschaft und Musikwissenschaft an der Universität Wien und nahm eine Instrumentalausbildung (Saxophon und Querflöte) am Brucknerkonservatorium Linz (heute: Anton Bruckner Privatuniversität), der Musikhochschule Wien, dem Vienna Art Institut und bei Leo Wright. Lamprecht war in den 1980er Jahren u. a. Mitglied der Jazz Rock-Formation Flexible Feet, der Band Lumberjack des Thompson-Twins-Drummers Andrew Edge und des Trios um Michael Kampelmühler. Stipendien des Friedrich Austerlitz-Institutes ermöglichten ihm Praktika bei ORF, Radio Adria,  WBGO JazzFM New York und schließlich der Arbeiter-Zeitung (AZ/Tagblatt).

## Entrepreneurial Journalism

### Journalismus
Parallel zu seinem Studium begann Lamprecht 1986 ein Volontariat bei der Tageszeitung AZ/Tagblatt. Über die Mitarbeit als Jazzkritiker und im Kultur-Ressort kam er zur Chronik, schrieb unter dem Pseudonym „Philip Lumen“ für die Gesellschaft und war bis zur Einstellung der Tageszeitung als Ressortleiter zunächst für Lokales und anschließend für Weltchronik tätig. Lamprecht schrieb in dieser Zeit Reportagen zu kirchlichen Themen und arbeitete als freier Kriegsberichterstatter ab 1991 für die Frankfurter Allgemeine Zeitung und die österreichische Wochenillustrierte NEWS. 1992 publizierte er u. a. für die Feuilletons der Neuen Musikzeitung, des Festspielemagazins, der Tageszeitung Die Presse, der Tageszeitung Der Standard, der Wochenzeitung Falter, des Kulturmagazins Die Bühne und der Salzburger Nachrichten Kritiken, Porträts und Interviews. 1993 wechselte Lamprecht in die Öffentlichkeitsarbeit. Als Jazzkritiker der Salzburger Nachrichten, Autor für die jazzzeit oder das Wirtschaftsmagazin Format, Gestalter von Sendungen für Radio und TV und – von 2004 bis 2011 – Herausgebervertreter des Landes Wien und geschäftsführender Chefredakteur der Österreichischen Kulturzeitschrift k2-kultur in centrope blieb er dem Kulturjournalismus verbunden. Lamprecht kuratiert auf Flipboard die Magazine Jazz & Beyond und Art News, und er gab bis 2018 für das Kunstforum Wien den von Klaus Albrecht Schröder gegründeten Corporate-Media-Titel kunstpresse heraus.

### Public Relations
Zwischen 1993 und 1996 war Lamprecht sowohl Consultant des Entertainmentunternehmens Agency for Music and Art (Chaka Khan, Roger Chapman, Kurt Hauenstein, Karl Ratzer, GSE Records), vor allem aber Mitarbeiter und Partner der auf Kapitalmarkt spezialisierten PR-Agentur Scholdan & Company. Dort betreute er die Börsengänge des Flughafens Wien-Schwechat, von Böhler-Uddeholm, der Ersten Bank und der Brau Union mit und spezialisierte sich auf Eventmarketing, Corporate Cultural Responsibility und Mitarbeiterkommunikation. In letzterer Eigenschaft fungierte er u. a. auch als Chefredakteur des Böhler-Uddeholm-Konzernmagazins Special Steel.
Zusammen mit Ernst Scholdan und Hubertus Czernin gründete Lamprecht vor dem Hintergrund der Turbulenzen von trend/profil, Falter und Standard Mitte der 1990er Jahre die Initiative SOS Medienfreiheit. Des Weiteren bewarben sich Lamprecht und Scholdan im Zuge der österreichischen Radioliberalisierung unter dem Namen Radio Naschmarkt auch um eine Lizenz für einen Kultursender. Diese Betreibergruppe sollte zusammen mit jener Gruppe um Falter-Herausgeber Armin Thurnher und dem heutigen gotv-Eigentümer Thomas Madersbacher in RTL aufgehen.
1997 übernahm Lamprecht schließlich die Geschäftsführung der Scholdan & Company-Tochter European Communication Systems in Wien, zuletzt war er Vorsitzender des Aufsichtsrates der gleichnamigen Aktiengesellschaft in Frankfurt am Main. Aufgabe dieses Unternehmens waren die Produktion, Programmierung und Distribution interaktiver Informationsterminals zur Euro-Umstellung für Banken, Versicherungen und Politik. 2004 gründete er mit Alexander Khaelss-Khaelssberg die Kommunikationsagentur leisure group.

## Kulturpromotor
1997 wurde er für sein unternehmerisches Kulturengagement im Zusammenhang mit einer Arnulf Rainer-Retrospektive in der Kunsthalle Krems mit dem Kultursponsoring-Preis Maecenas ausgezeichnet. Seit 1999 konzentriert sich Lamprecht beinahe ausschließlich auf die Kulturbranche. Zunächst als Executive Director der Academy for Opera & Arts unter der Präsidentschaft von Georg Solti für den World Classic Award als auch für Peter Kupfers Konzertagentur European-American Productions (u. a. Luciano Pavarotti, José Carreras, Agnes Baltsa) tätig, beriet Lamprecht die Österreichische Bundestheater Holding im Zuge der Ausgliederungen aus der Bundesverantwortung, die Projektgruppe des BAWAG Design Centers oder den  Wiener Bühnenverein unter Ingrid Moser sowie Wirtschaftsunternehmen im Bereich der Corporate Cultural Responsibility. Lamprecht ist seit 2000 als Berater der UniCredit Bank Austria für Corporate Communications im Bank Austria Kunstforum Wien unter der Direktion von Ingried Brugger verantwortlich.
Lamprecht, der bis zu ihrem Tod im Jahr 2017 dem Umfeld der Sängerin und Fluxus-Künstlerin Christine Jones verbunden war und 2006 auch die „Staatsbürgerschaft“ der Republik Kugelmugel verliehen bekommen hat, war u. a. an den Gründungen der beiden Wiener Jazzclubs Porgy & Bess (1993) und Joe Zawinul’s Birdland (2004) beteiligt; darüber hinaus verfasste Lamprecht bis zum Jahr 2002 die Programmhefte des Salzburger Jazz-Herbstes von Johannes Kunz und des Jazz Fests Wien, das er bis 2020 auch programmatisch und als Gründungsmitglied und Generalsekretär des JazzFest Wien Ambassadors Club beriet. Er half bei der Gründung der Vienna Oscar Night (1994), des Beinhardt Ensembles von Meret Barz (1996), des Kammermusikfestivals Ernstbrunn (1999), Adi Hirschals Wiener Lustspielhaus (2004) sowie des 1. Wiener Opernkinos (2007) und der Sammlung Hubert Looser (2012). Im Jahr 2001 war er Mitinitiator und Kurator der Ö1-Ausstellung blue notes & quiet lines, 2002 rief er mit Christian Ludwig Attersee unter dem Titel Musiknächte einen Klassik-Club im Neu Wien ins Leben, 2003 beteiligte er sich, ein Intonarumori spielend, an der Serata Futurista, 2011 am Kunst-Projekt Minimal Housing des Salzburger Künstlers Otto Beck. Er war sowohl Berater des Vienna Art Orchestra als auch des Boards der American Friends of the Salzburg Festival und Beirat des Festivals Gitarre Wien. 2009 gründete er mit dem Cellisten Martin Rummel die Musikagentur/das Label paladino music, 2011 mit Isabella und Klaus-Peter Schrammel den Music & Poetry Basket. 2012 startete Lamprecht zusammen mit den Musikmanagern Fritz Thom und Wulf Müller die Initiative European Songbook.
Lamprecht verantwortet das Musikprogramm im Bank Austria Kunstforum Wien, er ist seit 2014 Programmverantwortlicher des Bank Austria Salons im Alten Rathaus Wien, Gründungsbeirat des Vereins zur Förderung von Kunst und Kulturkommunikation sowie Beirat von yedermann productions; er war u. a. Mitglied der Jury des Amadeus Austrian Music Award, des Fine Tunes-Bewerbes und des Fidelio-Wettbewerbes. 2017 wurde Lamprecht Vizepräsident der Wiener Kunstkanzlei, 2019 wurde er ins Board of Directors der Wiener Achse berufen, seit 2022 ist er Mitglied im Vorstand der club klassik-Vienna Music Society.

## Science Citizenship
Lamprecht promovierte an der Universität Wien im Fach Medien- und Kommunikationswissenschaft. Seine wissenschaftliche Arbeit auf diesem Gebiet ist im Verständnis einer Citizen Science an der Schnittstelle von Kultur, Medien, Ökonomie und Öffentlichkeit angesiedelt, die er u. a. auch im Rahmen von Vorträgen und Lehraufträgen an Universitäten und Fachhochschulen vermittelt. 2011 gründete er mit den Kommunikationswissenschaftlern Jürgen Grimm, Wolfgang Duchkowitsch und Josef Seethaler den Verein zur Förderung und Erforschung medialer Geschichtsvermittlung (VGM). Lamprecht war Mitarbeiter der Projektgruppe Geschichte im Fernsehen am Institut für Publizistik und Kommunikationswissenschaft der Universität Wien und ist Mitglied im Arbeitskreis Historische Kommunikationsforschung, der auch die kommunikationswissenschaftliche Fachzeitschrift Medien und Zeit herausgibt. 2012 gab er mit seinem Weißbuch Kulturjournalismus ein Standardwerk der Kulturkommunikation heraus, seit 2013 trägt er federführend zur Diskussion um den Paradigmenwechsel im Kultursponsoring und um den Begriff Corporate Cultural Responsibility (CCR) bei. 2014 organisierte Lamprecht zusammen mit Duchkowitsch und der Journalistin Bettina Pauer in Kooperation mit der Österreichischen Parlamentsdirektion, dem Bundesministerium für Bildung und Frauen sowie dem Institut für Publizistik- und Kommunikationswissenschaft der Universität Wien und dem Presseclub Concordia das Symposium Heimatfron_t! Frauen, Medien und Krieg. Über Rollenbilder und Mythen vom Ersten Weltkrieg bis heute. 2015 entwickelte er für das Institut für Publizistik- und Kommunikationswissenschaft der Universität Wien im Rahmen des Universitätslehrgangs Public Communication das Curriculum für den Fachbereich Kulturkommunikation und Kulturjournalismus. Von 2015 bis 2023 war Lamprecht Vorstandsmitglied der Music In Progress Society for Applied Research in Jazz and Popular Music, seit 2017 ist er Gründungsmitglied des Unirats der Jam Music Lab Private University for Jazz und Popular Music Vienna, seit 2018 Universitäts-Lektor am Institut für Publizistik- und Kommunikationswissenschaft der Universität Wien. 2020 wurde Lamprecht als Mitglied des Review Board der SALU-Commerce & Economics Review und bis 2023 als Präsident des Institute for Global and Future Markets berufen. 2022 gründete er das Österreich-Konsortium im Rahmen des OSCE E-mindful Projects. Im Herbst 2023 erfolgte die Berufung als Universitätsprofessor für Arts Management an die Jam Music Lab Privatuniversität Wien.

## Publikationen (Auswahl)

### Herausgeber
- Frauen.Medien.Krieg (Hg. Bettina Biron, Wolfgang Duchkowitsch, Wolfgang Lamprecht), LIT Verlag, Wien 2020, ISBN 978-3-643-50731-0
- Differenziale des Humors (Hg. Jürgen Grimm, Wolfgang Lamprecht), Medien und Zeit 3/2014, Jahrgang 29, Arbeitskreis Historische Kommunikationsforschung, Wien 2014, ISSN 0259-7446
- CSR in der Kommunikationswissenschaft: Tendenzen – Herausforderungen – Reflexionen (Hg. Christina Krakovsky, Thomas Ballhausen, Wolfgang Lamprecht), Medien und Zeit 1/2014, Jahrgang 29, Arbeitskreis Historische Kommunikationsforschung, Wien 2014, ISSN 0259-7446
- Weißbuch Kulturjournalismus, Löcker Verlag, Wien 2012, ISBN 978-3-85409-593-4
- Wittmann. Das Buch, Christian Brandstätter Verlag, München-Frankfurt-Wien 1995, ISBN 3-85447-568-3

### Bücher, Aufsätze und Essays
- From the Cakewalk to the Foxtrot – Two-stepping between Dance and Propaganda: The Sound of World War I, in: Krick Aigner, Kirsten/Schuster, Marc-Oliver (Hg.), Jazz in Word. European (Non-)Fiction, Würzburg 2017, Königshausen & Neumann, ISBN 978-3-8260-6341-1
- The Blue Notes of Klezmer, Pro Business, Berlin 2016, ISBN 978-3-86460-473-7
- Der jüdische Jazz-Ton, in: Patka, Markus G./Stalzer, Alfred (Hg.), Stars of David. Der Sound des 20. Jahrhunderts, Hentrich & Hentrich, Berlin 2016, ISBN 978-3-95565-136-7
- Corporate Cultural Responsibility bei der UniCredit Bank Austria AG, in: Steinkellner, Vera (Hg.), CSR und Kultur. Corporate Cultural Responsibility als Erfolgsfaktor in Ihrem Unternehmen, Management-Reihe Corporate Social Responsibility hg. von René Schmidpeter, Springer Gabler, Berlin Heidelberg 2015, ISBN 978-3-662-47758-8, ISBN 978-3-662-47759-5
- Corporate Cultural Responsibility. Moratorium für Kultursponsoring, Springer VS, Wiesbaden 2014, ISBN 978-3-658-06656-7
- Henri de Toulouse-Lautrec, die Wirkungspfade der Kunst und die Kunst des Werbens, in: Benesch, Evelyn/Brugger, Ingried, Henri de Toulouse-Lautrec. Der Weg in die Moderne, Kehrer Verlag, Berlin/Heidelberg 2014, ISBN 978-3-86828-567-3
- Der Malerphilosoph: Über das Verhältnis von Kunst und Wissenschaft, in: Messensee, Caroline (Hg.), Jürgen Messensee: Jenseits der Gegensätze, Hirmer Verlag, München 2014, ISBN 978-3-7774-2294-7
- A Longing Look: Über Aufstieg und Niedergang des Fotojournalismus, die Kunst der (Re-)Konstruktion von Wirklichkeit und die Wiedergeburt der Pressefotografie im Museum, in: Ingried Brugger/Lisa Kreil (Hg.), Eyes wide open. Stanley Kubrick als Fotograf, Verlag für moderne Kunst, Nürnberg 2014, ISBN 978-3-86984-069-7
- Corporate Citizenship, in: Krakovsky, Christina/Ballhausen, Thomas/Lamprecht, Wolfgang (Hg.), CSR in der Kommunikationswissenschaft: Tendenzen – Herausforderungen – Reflexionen, Medien und Zeit 1/2014, Jahrgang 29, Arbeitskreis Historische Kommunikationsforschung, Wien 2014, ISSN 0259-7446
- Die ›Hot-Koffer‹ der ›Schlurfs‹: Die Wiener Jazzszene als subkulturelles Symbol für österreichische Wutbürger der Zwischenkriegszeit, in: Pascale Cohen-Avenel (Hg.), Jazz, pouvoir et subversion de 1919 à nos jours, Peter Lang AG Internationaler Verlag der Wissenschaften, Bern/Berlin/Bruxelles/Frankfurt am Main, New York, Oxford, Wien 2014, ISBN 978-3-0343-1414-5
- Warhol Meets Basquiat: Musikologische Betrachtungen eines Produktes der Mediengesellschaft, in: Ingried Brugger, Florian Steininger (Hg.), Warhol – Basquiat, Kehrer Verlag, Berlin/Heidelberg 2013, ISBN 978-3-86828-426-3
- Schaffe Vertrauen, rede darüber und verdiene daran: Kommunikationspraxis und Performance Measurement von Corporate Cultural Responsibility, Springer VS, Wiesbaden 2013, ISBN 978-3-658-03593-8
- Jazzkritik in Österreich. Chronik, Dokumente, Stellungnahmen Ein Beitrag zur Cultural Studies, Löcker Verlag, Wien 2009, ISBN 978-3-85409-528-6
- Wien. Stadt der Museen, Metroverlag, Wien 2009, ISBN 978-3-902517-24-1
- Wie ich mein Bœf Bourguignon verschlief, in: Linde Waber/Rolf Schwendter (Hg.), koch au vin, Mandelbaum Verlag, Wien 2007, ISBN 978-3-85476-228-7
- Von Attersee bis Zawinul: 21 Jahre Interart und Fluxus – 21 Jahre Wiener Kunstkanzlei, Echo Verlag, Wien 2005, ISBN 3-901761-43-8
- Dekalog des Schweigens, in: dieKlasse magazin #2:honeypots, magazin des studienbereichs fotografie der hochschule für gestaltung und kunst zürich, 2004
- Musik im Futurismus, in: Ingried Brugger, Ingried/Evelyn Benesch Futurisms, Mazzotta, Mailand 2003, ISBN 88-202-1602-7
- Eine Chronologie vieler Irrtümer, in: Jazz, neue Musik und Medien, Schriftenreihe Zentrum Zeitgenössische Musik, Band 2, Salzburg 1996.

### Vorträge
- International Arts Management, Globalization and Cultural policy, Studienlehrgang Sport-, Kultur- und Veranstaltungsmanagement, FH Kufstein – University of Applied Science, 7. Juli 2017, doi:10.13140/RG.2.2.33593.88160
- Vom Cakewalk zum Foxtrott, zwischen Tanz und Propaganda: Der Sound des 1. Weltkriegs, „Jazz in World: European (Non-)Fiction“, Internationale Konferenz des Instituts für Germanistik der Universität Wien, 22. – 24. Mai 2014
- „Popart und Massenmedien“, Studiengang Journalismus und PR, FH Joanneum Graz – University of Applied Science, 27. November 2013
- Die „Hotkoffer“ der Schlurfs: Die Wiener Jazzszene als subkulturelles Symbol für österreichische Wutbürger der Zwischenkriegszeit, Internationale Fachtagung „Jazz, Macht und Subversion“, Universität Paris-Nanterre La Défense, 11./12. Juni 2012

### Liner notes
- Austrian Collective: Nearly A Song, Skylark production/Universal, SP1603, 2016
- Karl Ratzer Septet: Underground System, organic music, ORGM 9764, 2014
- Attersee und seine Freunde, orlando records, or0001, 2012
- Martin Rummel/Gerda Guttenberg: Beethoven – Complete Works for Cello and Piano, Paladino Music, pmr0011, 2011
- Saxo Son • Schrammel Ton • Christine Jon, Extraplatte, YM1952, 2010
- Vienna Art Orchestra: The Big Band Years, Universal Music, Emarcy 0602527539966, 2010
- Attersee.Blut, monkey.music, MONCD010, 2005
- Best of Christine Jones, Universal Music, Emarcy 9866450, 2004
- The Music of Roy Lichtenstein, Universal Music, Emarcy 981514-6, 2003
- Go Blow 7 Portraits, Universal Music, Emarcy 0676732, 2003
- Vienna Art Orchestra All That Strauss, The Montreux Jazz Label, TCB 20052, 2000
- Christine Jones: jonestones, yedermann productions 19979871-2, 1997

## Music Compiler/Producer/Executive Producer/Associate Producer
- Grimms Höhlenkompetenz in 52 Übungen, Gramola
- piano forte, the next generation, Gramola
- Studio Dan/Agnes Heginger, Friedrich Cerha Eine letzte Art Chansons, jazzwerkstatt records
- Christine Jones, My Jazzl!fe, Yedermann Productions
- Attersee und seine Freunde, orlando records
- Mathias Rüegg, chamber music tenminusnine, paladino music
- Attersee.Blut, Monkey Music
- Hot Pots Vol. 3, Universal Music Austria
- Hot Pots Vol. 2, Universal Music Austria
- Hot Pots Vol. 1, Universal Music Austria
- Best of Christine Jones, Universal Music Austria
- The Music of Roy Lichtenstein, Universal Music Austria
- Kissmet – Start Me Up, agencyvienna
- Summertime – This Is Now, Universal Music Austria
- Summertime – This Was Then, Universal Music Austria
- Go Blow – 7 Portraits, Universal Music Austria

## Song-Texte
- The Girl From Vienna City, Elly Wright: „The Girl From Vienna City“, Groove Records
- When Duke Met Shani, Elly Wright: „Reflections“, Wright Record
- Another Boygroup, Christine Jones: „Tamin Bacon“, yedermann productions
- Tamin Bacon, Christine Jones: „Tamin Bacon“, yedermann productions

## Preise
- Superbrands, 2013
- Maecenas (Österreich), 1997
- CCA-Venus, 1995